# Ford GT40

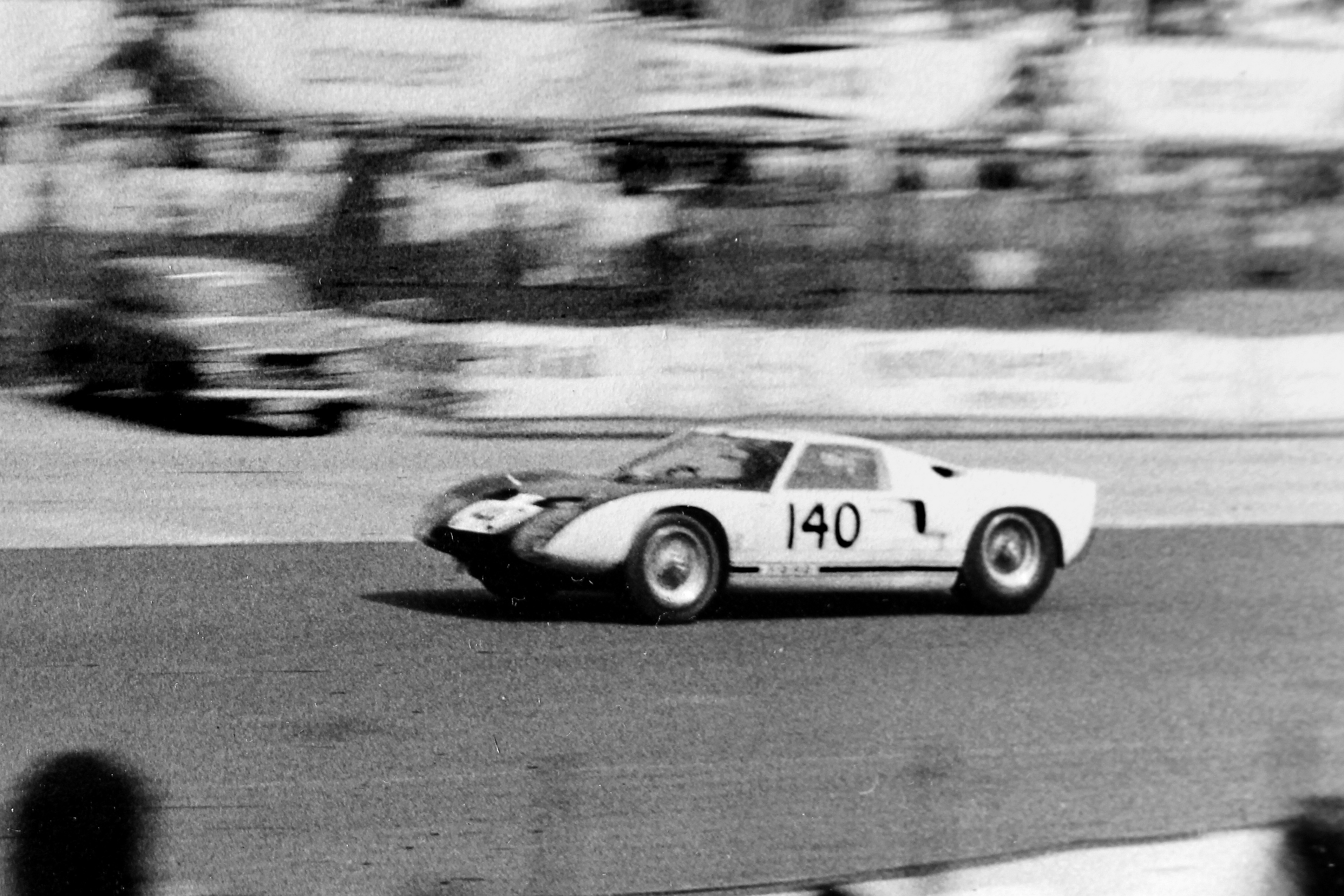
Ford GT 40 beim 1000-km-Rennen 1964 auf dem Nürburgring

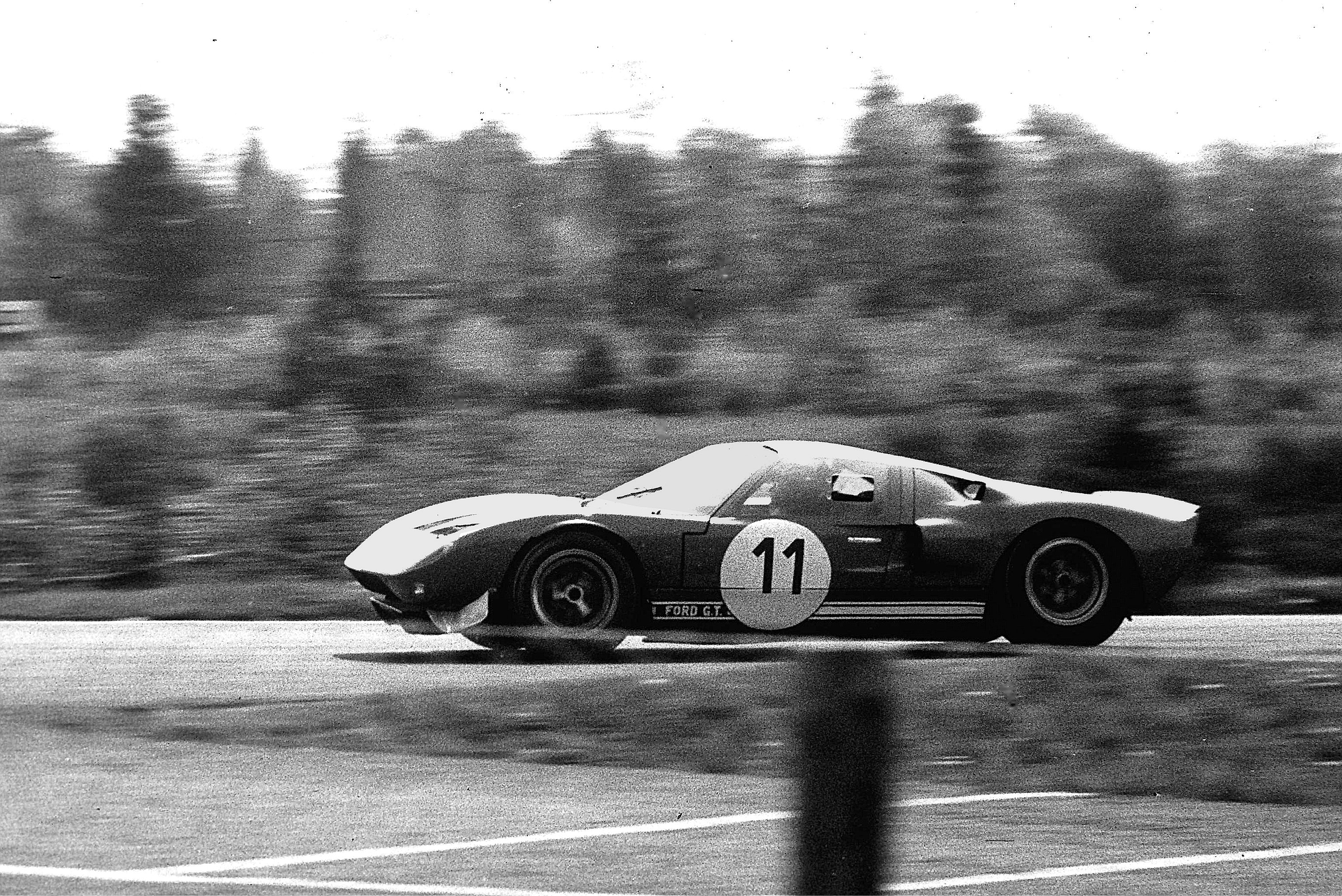
Ford GT40 von Amon/Bucknum beim 1000-km-Rennen auf dem Nürburgring 1965

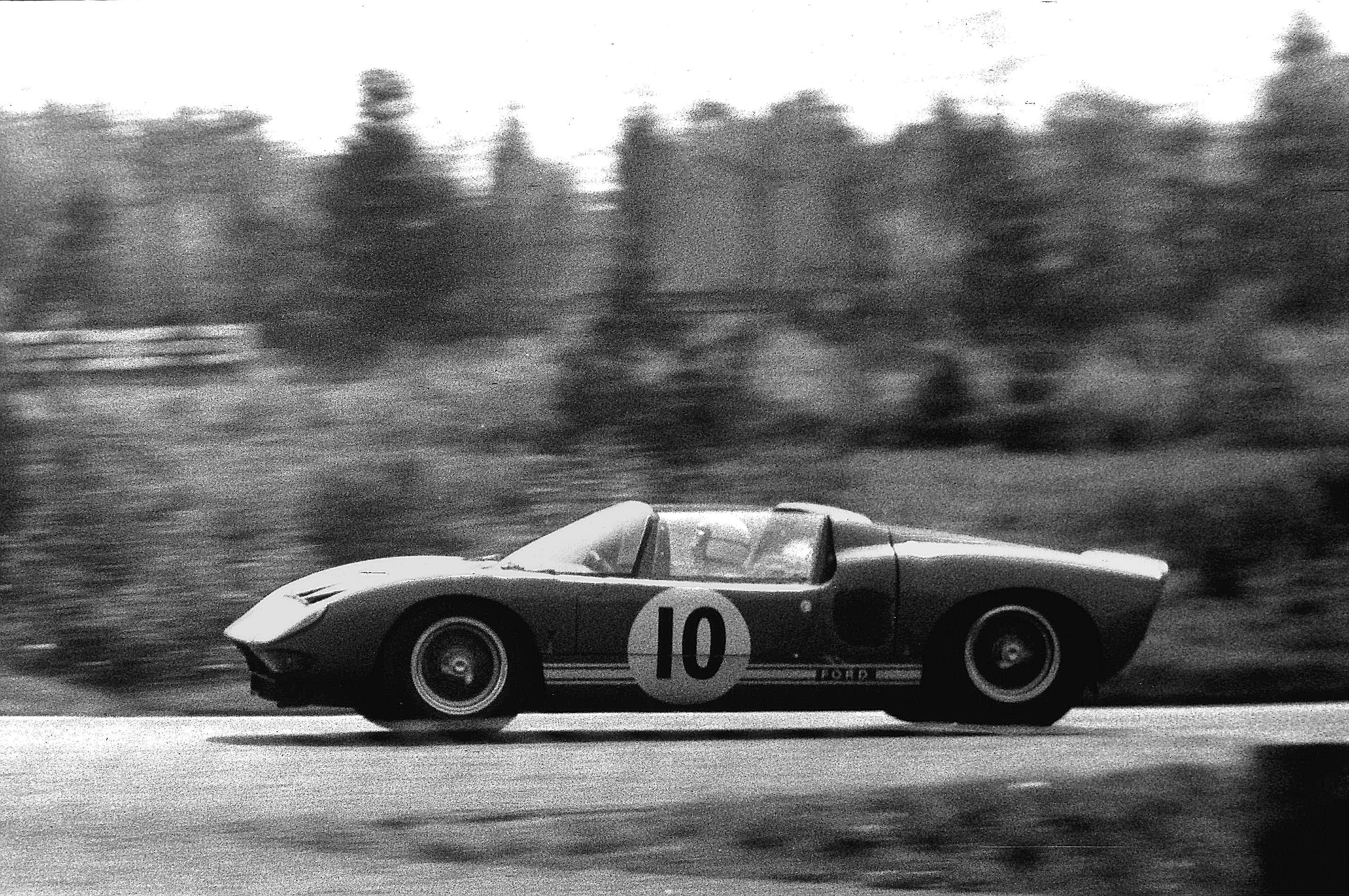
… und Richard Attwood im offenen GT 40

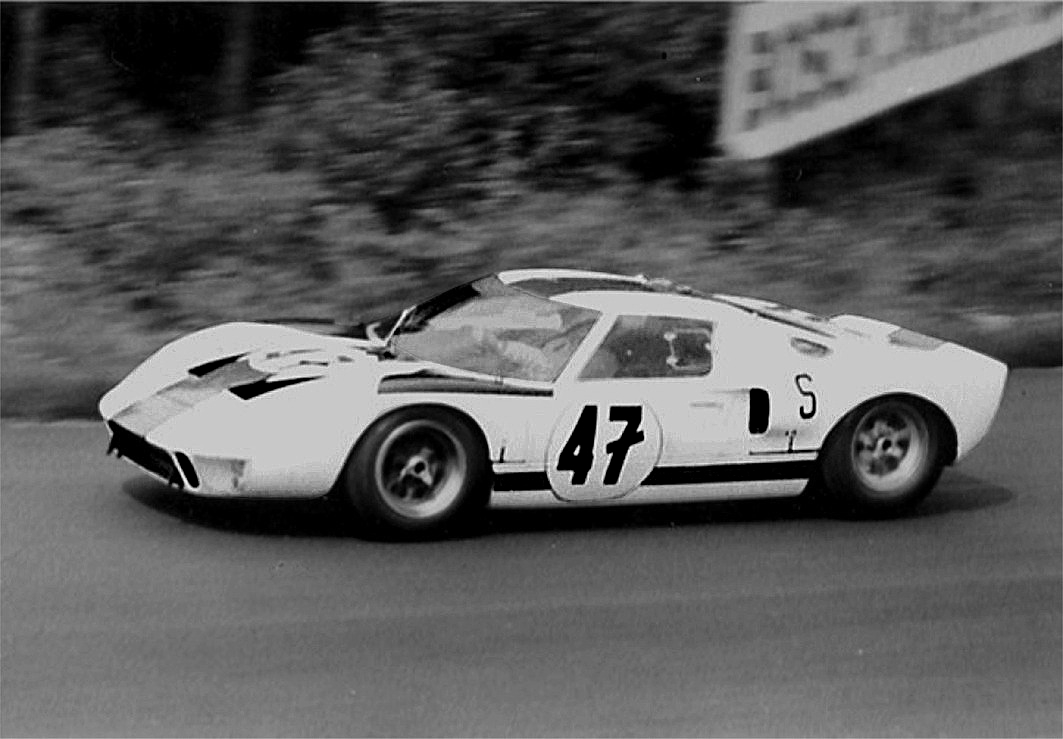
Ford GT 40 von John Whitmore und Jochen Neerpasch 1966

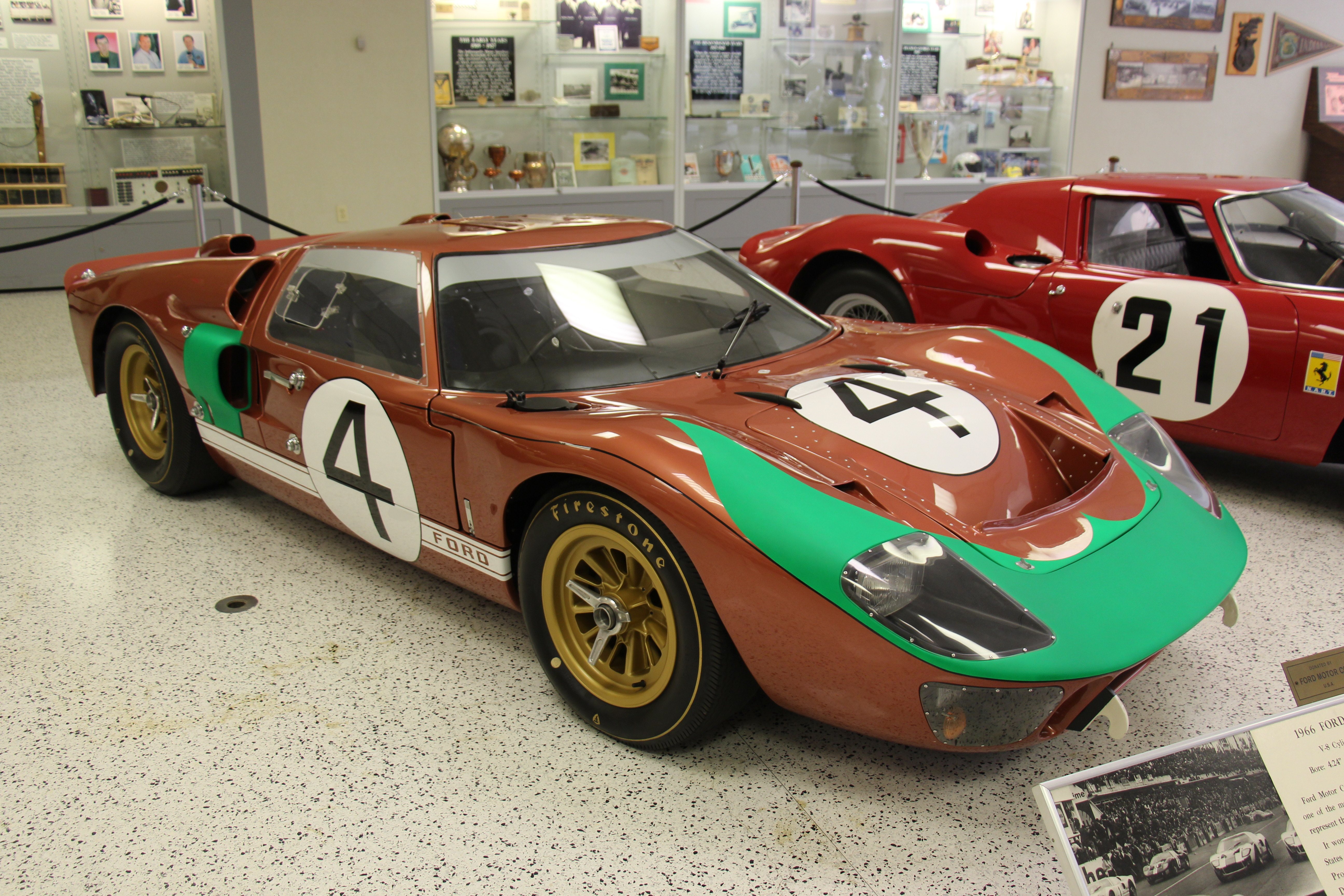
Ford GT40 Mk II, Fahrgestellnummer 1032, Teilnehmer des 24-Stunden-Rennen von Le Mans 1966, ausgestellt im Hall of Fame Museum des Indianapolis Motor Speedway

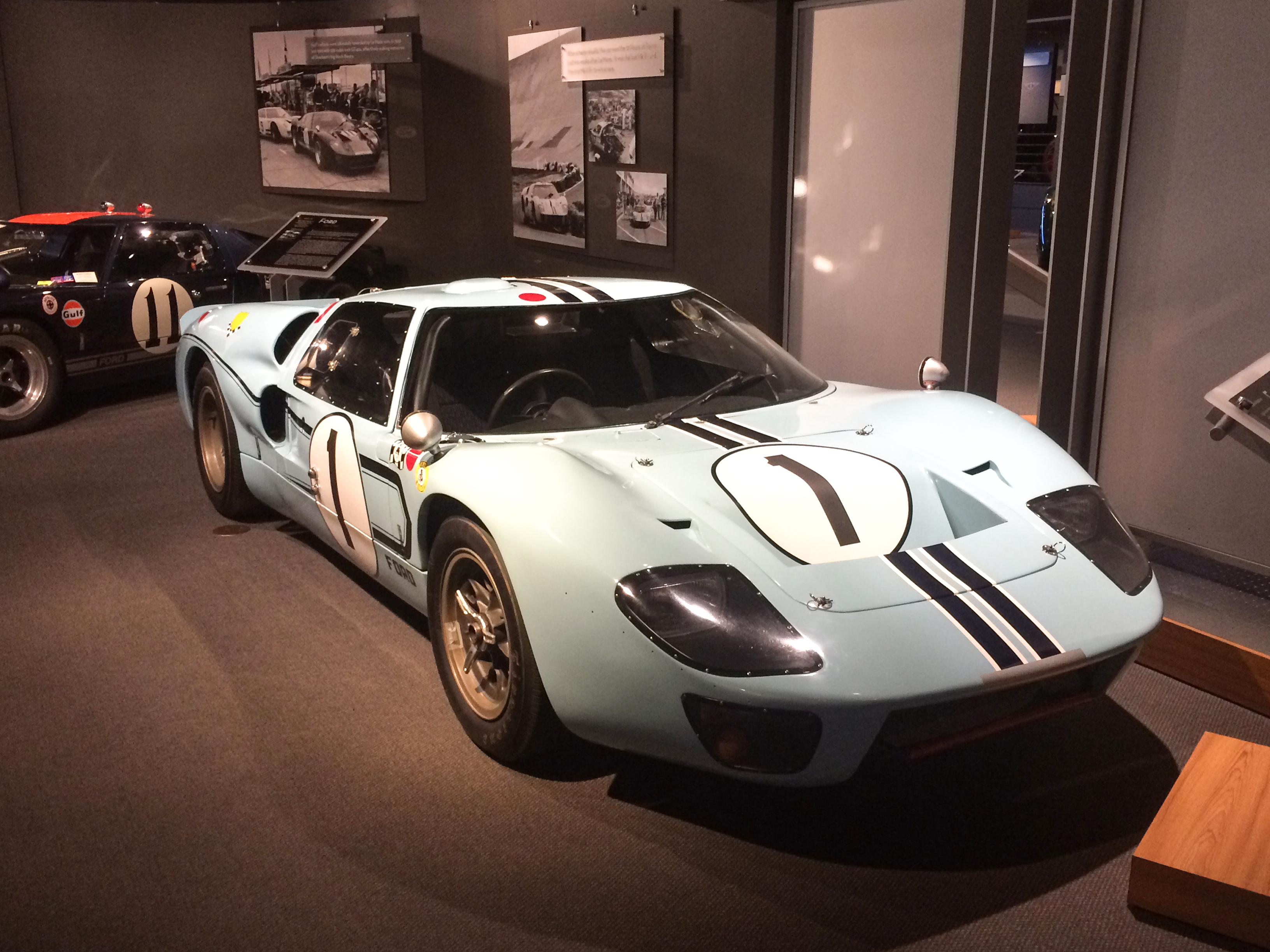
Ford GT40 Mk II-B, Fahrgestellnummern P/1031 und P/1047, im Renneinsatz 1966–67; heute Teil der Collier Collection des Revs Institute, in Naples (Florida).

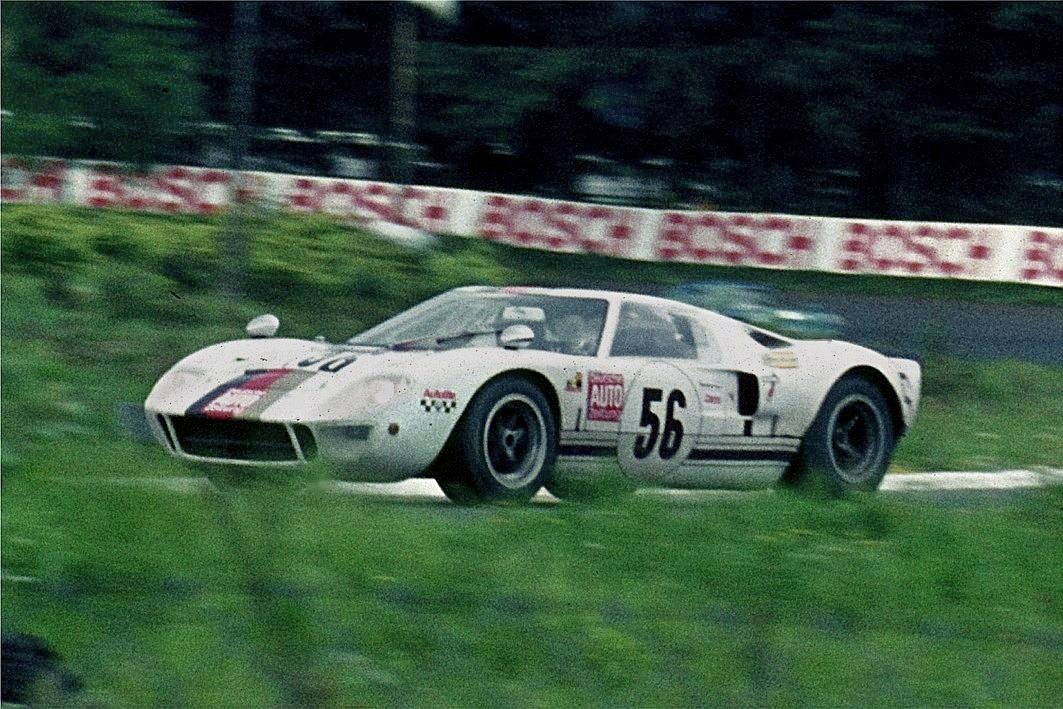
Ford GT40 beim 1000-km-Rennen auf dem Nürburgring 1969

Der Ford GT40 ist ein Rennwagen, der ab 1966 vier Jahre in Folge das 24-Stunden-Rennen von Le Mans gewann. Benannt ist er nach Gran Turismo, der Bezeichnung für sportliche, leistungsstarke Coupés und seiner Bauhöhe von 40 Zoll (rd. 102 cm). In der Motorsportklasse GT oder Gran Turismo war er nicht homologiert. Die Angaben über die Anzahl der von 1964 bis 1968 insgesamt gebauten Fahrzeuge (Renn- und Straßenwagen) schwanken. Laut den in Ford GT 40 – Prototypen und Sportwagen von David Hodges aufgelisteten Fahrgestellnummern waren es 117, eine andere Quelle nennt 134. Die Abweichungen mögen unter anderem damit zusammenhängen, dass manche Fahrzeuge nach einem Unfall neu aufgebaut und als zwei Wagen gezählt wurden.

## Geschichte

### Vorgeschichte: Fords Wiedereinstieg in den Rennsport
Im Jahre 1962 wollte Henry Ford II sein Unternehmen wieder am internationalen Rennsport teilnehmen lassen, um die zu jener Zeit immer populärer werdenden Langstreckenrennen in Le Mans und Indianapolis als Werbung für seine Autos zu nutzen. Gerade bei den jungen Leuten stiegen diese Veranstaltungen immer weiter in der Gunst. Zu dieser Zeit dominierten die Europäer dieses Feld, nicht zuletzt, weil die amerikanischen Automobilhersteller sich 1957 freiwillig zu einem Rückzug aus dem Motorsport entschlossen hatten. Das wirkte sich ungünstig auf das Image der Marken aus, galt doch ein erfolgreicher Einsatz im Rennsport als Indiz für Ingenieurskunst und Zuverlässigkeit. Gerade diese Werte wollte Ford mit der Teilnahme (und dem geplanten Erfolg) in den Rennen von Le Mans zeigen.

### Entwicklungsgeschichte des Ford GT40 (1964–1968)
Um möglichst schnell um die vorderen Plätze mitfahren zu können, wollte Henry Ford II Ferrari kaufen. Die Verhandlungen mit Enzo Ferrari liefen gut an. Als „Il Commendatore“ erklärte, er wolle die zukünftige Rennabteilung von „Ford-Ferrari“ leiten, die dann auch noch Ferrari-Ford heißen sollte, lehnte Ford ab. Im Mai 1963 scheiterte der Kauf endgültig, als Enzo Ferrari verkündete, dass Ferrari nicht mehr zum Verkauf stünde. Ferrari ging dann 1966 an Fiat.

#### 1964 ohne Erfolge
Der Bau des GT40 kann somit als Vergeltung gesehen werden: Ford beschloss, ein eigenes Sportprogramm aufzubauen, um Ferrari bei den 24 Stunden von Le Mans zu schlagen. Dazu versicherte sich Ford der Hilfe Eric Broadleys, der in seinem eigenen Unternehmen Lola schon den Lola Mk6 GT, einen Prototyp mit einem V8-Motor von Ford gebaut hatte, und erwarb von ihm zwei Fahrgestelle. Ford gründete die „Ford Advanced Vehicles Ltd“ und baute in Slough ein Entwicklungsteam auf. John Wyer (früher Aston Martin) wurde als Leiter verpflichtet. Das Ergebnis war 1964 der GT40; am 1. April 1964 war der erste Wagen fertig und zehn Tage später der zweite. Beim Vortraining in Le Mans wurden beide Fahrzeuge beschädigt. Erster Renneinsatz war beim 1000-km-Rennen auf dem Nürburgring am 31. Mai 1964 mit Phil Hill und Bruce McLaren. Im Training belegte der GT 40 Platz zwei, fiel im Rennen jedoch in Runde 15 aus, als eine Schweißnaht an der Hinterradaufhängung brach.
Laut Programmheft hatte der auf dem Nürburgring gefahrene Wagen einen 8-Zylinder-V-Motor mit einem Zylinderbankwinkel von 90°, Hubraum 4160 cm³, OHV-Ventilsteuerung, Verdichtung 12,5 : 1, Leistung 376 PS bei 7200/min, 4-Gang-Getriebe; Radstand 2410 mm, Gewicht 830 kg.
Für Le Mans 1964 hatte man drei Werkwagen vorbereitet, diese waren jedoch mit einigen Schwierigkeiten behaftet. Das Fassungsvermögen der Tanks musste mit Füllstücken auf die zulässigen 140 Liter verringert werden, vor allem aber neigten die Fahrzeuge dazu, bei hohen Geschwindigkeiten vorn abzuheben. Trotzdem wurden sie im Training Zweiter, Vierter und Neunter. Im Rennen fielen jedoch alle drei Wagen nach vielversprechenden ersten Stunden mit Getriebeschäden aus. Phil Hill fuhr mit 3:39,4 Minuten beziehungsweise einem Durchschnitt von 211,91 km/h neuen Rundenrekord; auf der Mulsanne-Geraden wurde er mit 301,75 km/h gestoppt. Auch bei den 12 Stunden von Reims und der Nassau Speed Week fielen die GT 40 aus.

#### Aufwärtstrend ab 1965
1965 fiel die Entscheidung, eine begrenzte Stückzahl in den Verkauf zu bringen. Der Mark 1 wurde für Rennen verkauft, der Mark 3 sollte bei Bedarf an einige wohlhabende Interessenten veräußert werden. Die GfK-Karosserie war auf einen Stahlrahmen aufgebaut. Das Fahrwerk hatte Doppelquerlenker mit Schraubenfedern an allen Rädern, Zahnstangenlenkung und Scheibenbremsen. In den Prototypen arbeitete ein 4,2-Liter-V8 von Ford USA. Motorblock und Zylinderköpfe bestanden aus Aluminium, der Motor hatte Trockensumpfschmierung und vier 48-IDA-Vergaser von Weber. Er leistete 350 bhp (261 kW) bei 7000 Umdrehungen pro Minute. Das maximale Drehmoment von 275 lbft (373 Nm) wurde bei 5600/min abgegeben. Das unsynchronisierte Vierganggetriebe, das mit dem Differential in einem gemeinsamen Gehäuse saß, lieferte Valerio Colotti. Diese Kombination bewährte sich nicht und wurde im Mark 2 durch ein Getriebe von Ford und einen 7,0-Liter-Motor mit 485 bhp (361 kW) bei 6200/min und 475 lbft (644 Nm) bei 4000/min ersetzt.
Die Mark-III-Straßenversionen hatten dagegen 4,7-Liter-Motoren mit einem Holley-Doppel-Registervergaser und ZF-Getriebe. Sie leisteten 306 bhp (228 kW).
Den ersten Sieg eines GT 40 erzielten Miles/Ruby bei den 2000 km von Daytona, allerdings dank der Ausfälle von Dan Gurney im Lotus 19 und der Ferraris des North American Racing Teams. Ginther/Bondurant im GT 40 belegten Platz 3. In Sebring fuhren McLaren/Miles auf Platz 2 und in Monza auf Platz 3. Die Targa Florio endete für Ford mit einem Ausfall und auf dem Nürburgring kam nur einer von vier Wagen ins Ziel, bevor Attwood bei der Guards Trophy im Mallory Park Platz 2 erreichte. Zum 24-Stunden-Rennen in Le Mans trat Ford mit fünf Werkswagen an, die alle ausfielen.

### Le-Mans-Siege ab 1966
Ford war mit dem Abschneiden der Urversion „Mark I“ (Mk.I) als Sportwagen nicht zufrieden. Modifiziert und in der Prototypen-Klasse mit neuem 7-Liter-Motor als Mk.II stellten sich 1966 überzeugende Siege ein. Nach den 24 Stunden von Daytona und den 12 Stunden von Sebring gewann der Hersteller endlich auch das 24-Stunden-Rennen von Le Mans 1966, und das mit drei Wagen nebeneinander. Zum Sieger erklärt wurden Chris Amon und Bruce McLaren, die in Formation mit den zweit- und drittplatzierten Wagen von Miles/Hulme und Bucknum/Hutcherson über die Ziellinie fuhren, aber weiter hinten gestartet waren. Jedoch waren zehn von 13 gestarteten GT 40 ausgefallen. Für 1967 wurden neue Fahrzeuge auf Basis des in den USA gebauten Prototypen „J-Car“ um den 7L-V8 herum neu entwickelt. Weiterhin nominell GT40 genannt, nun als Mk.IV, starteten und siegten diese in Sebring (McLaren/Andretti) und beim 24-Stunden-Rennen von Le Mans 1967. Nach den beiden siegreichen Einsätzen wanderten die Boliden ins Ford-Museum. Der von den US-Boys Gurney/Foyt gesteuerte Siegerwagen von 1967 gilt als der einzige komplett amerikanische Le-Mans-Sieger, Team-Chassis-Motor-Reifen-Fahrer, auch wenn das Projekt in England begonnen wurde.
Aufgrund der hohen Geschwindigkeiten wurden nach 1967 keine großvolumigen Prototypen mehr zugelassen. Grenze ab 1968 war nun drei Liter Hubraum wie seit der plötzlichen Hubraumverdoppelung der Formel 1 für 1966, jedoch erwiesen sich F1-Motoren lange Zeit als für Langstreckenrennen untauglich. Ferrari setzte 1968 aus Protest gegen die erneute kurzfristige drastische Regeländerung gar keine Sportwagen ein, und Ford hat werksseitig das GT40-Projekt aufgegeben obwohl der Mk.IV insbesondere bei der Sicherheit dank Überrollkäfig wegweisend war. Zwar wurde mit dem Cosworth-V8 in England der Ford P68 gebaut, jedoch mit wenig Unterstützung und ohne Erfolg.
Erfolge, vor allem zwei weitere Gesamtsiege in Le Mans, errang der alte GT40 Mk.I jedoch in privater Hand noch einige. Gulf-Wyer gewann dank Zuverlässigkeit und Hubraumvorteil das 24-Stunden-Rennen von Le Mans 1968, und 1969 nochmal, somit vier Ford-LM-Siege in einer Reihe. 
Die Produktion des Ford GT 40 begann Anfang 1965 in Slough; fast alle Modelle wurden dort in den nächsten drei Jahren gefertigt. Nur wenige Fahrzeuge wurden mit gültiger Straßenzulassung (Mk. III) verkauft. Nachteile des GT 40 waren die schwache Lüftung und die schlechte Rundumsicht. Insgesamt entstanden etwa 120–130 Stück, davon zwölf Prototypen und zehn Mk.IV. Ford selbst spricht von 94 Serienwagen, davon wurden sieben Mk.III und 31 Mk.I für die Straße umgerüstet.

### Modelle, Versionen, Erfolge
1. Ford GT40 Mk.I Sportwagen mit 4,7-Liter V8, seit 1964 über 50 Stück gebaut, späte LM-Siege 1968/69
2. Ford GT40 Mk.II Prototypen mit 7-Liter-V8, 1966 Siege in Daytona, Sebring, Le Mans
3. Ford GT40 Mk.III Straßenversion in einigen Exemplaren
4. Ford GT40 Mk.IV Prototypen mit 7-Liter-V8 und neuer Karosserie, 1967 Siege in Sebring und Le Mans
5. Mirage M1 auf Basis Ford GT40 Mk.I, Prototyp des Gulf-Teams von John Wyer, 1967 Sieg in Spa

## Ford GT 40 im historischen Motorsport
Oldtimer-Grand-Prix Nürburgring 2011, Hockenheim Historic 2021

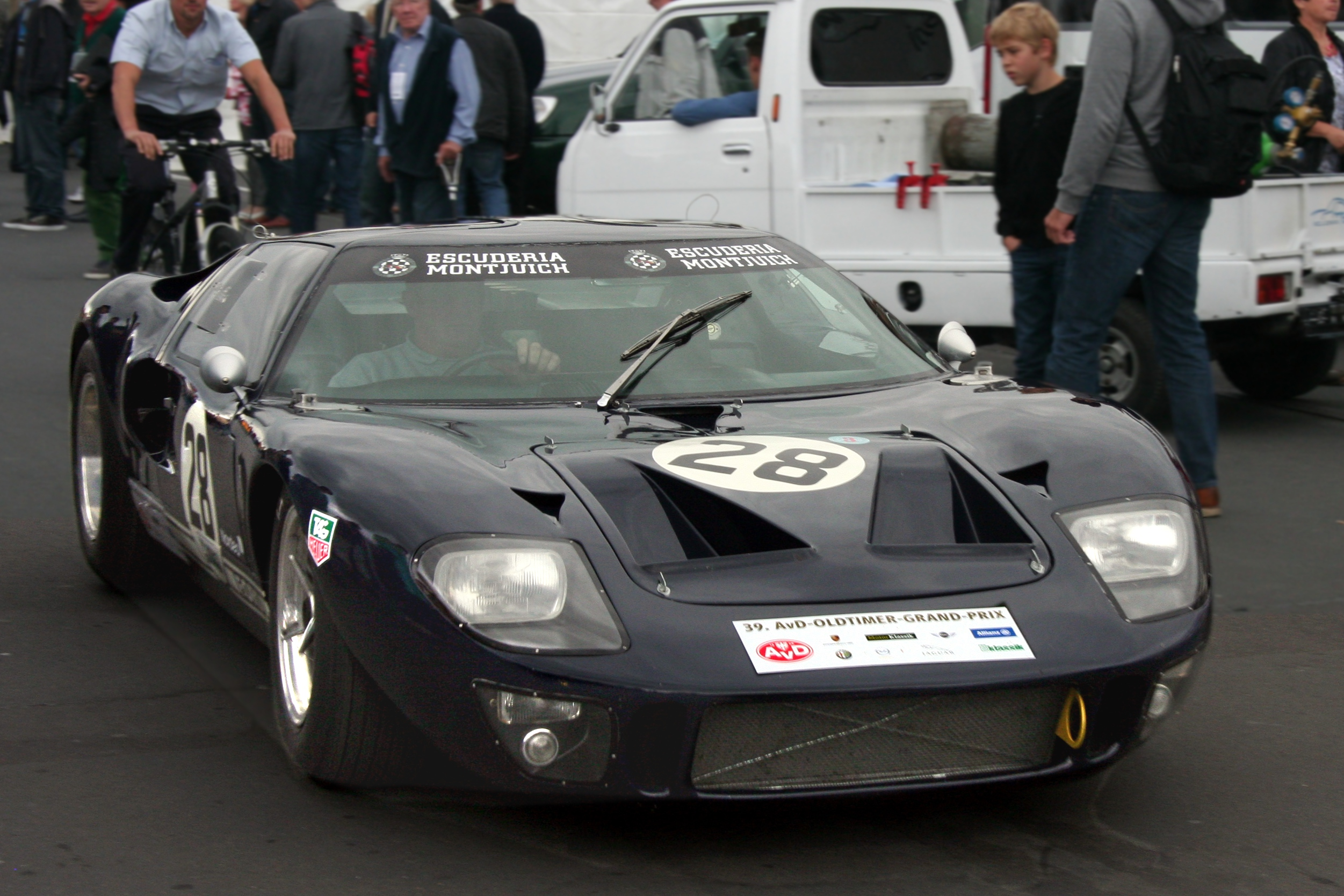
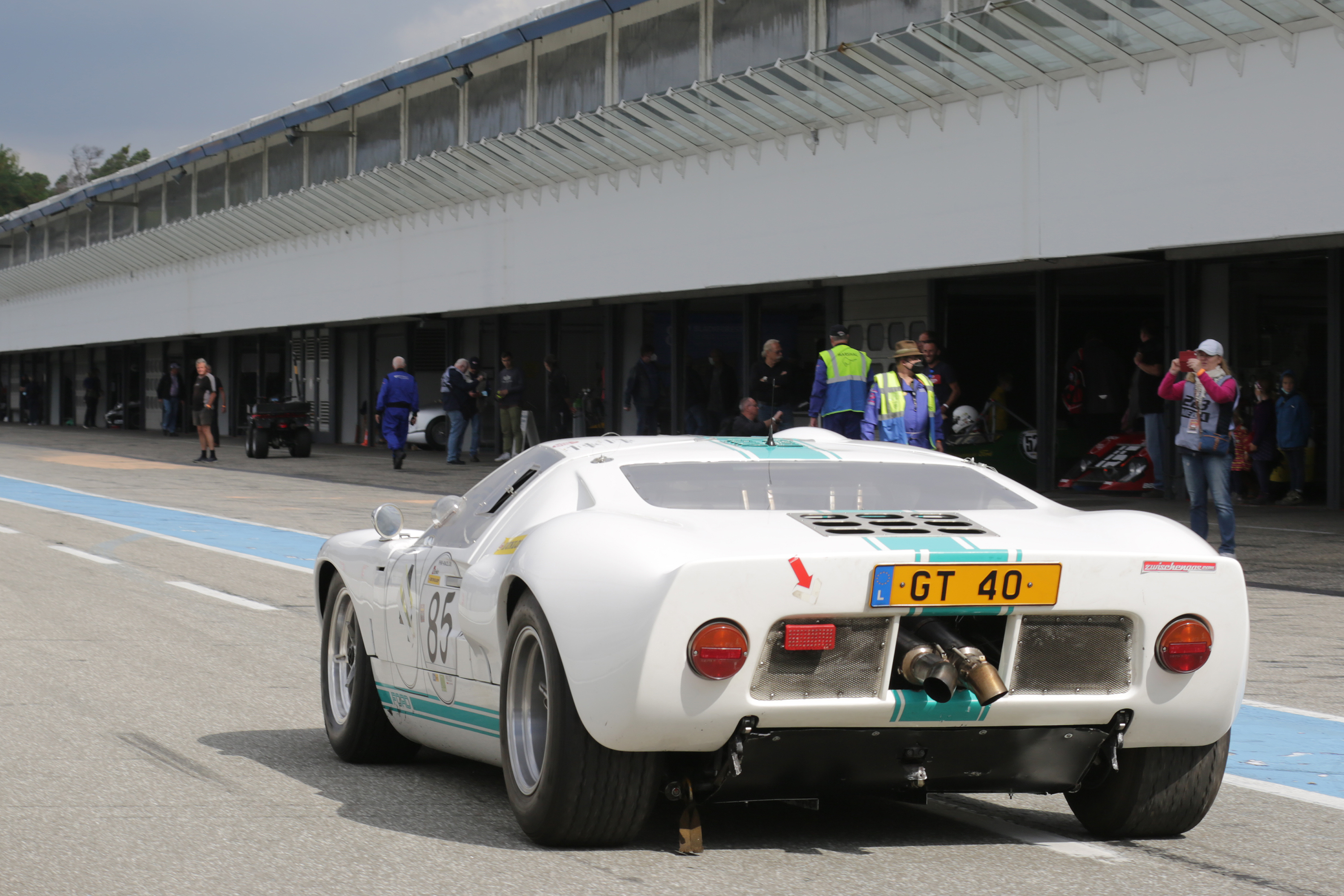
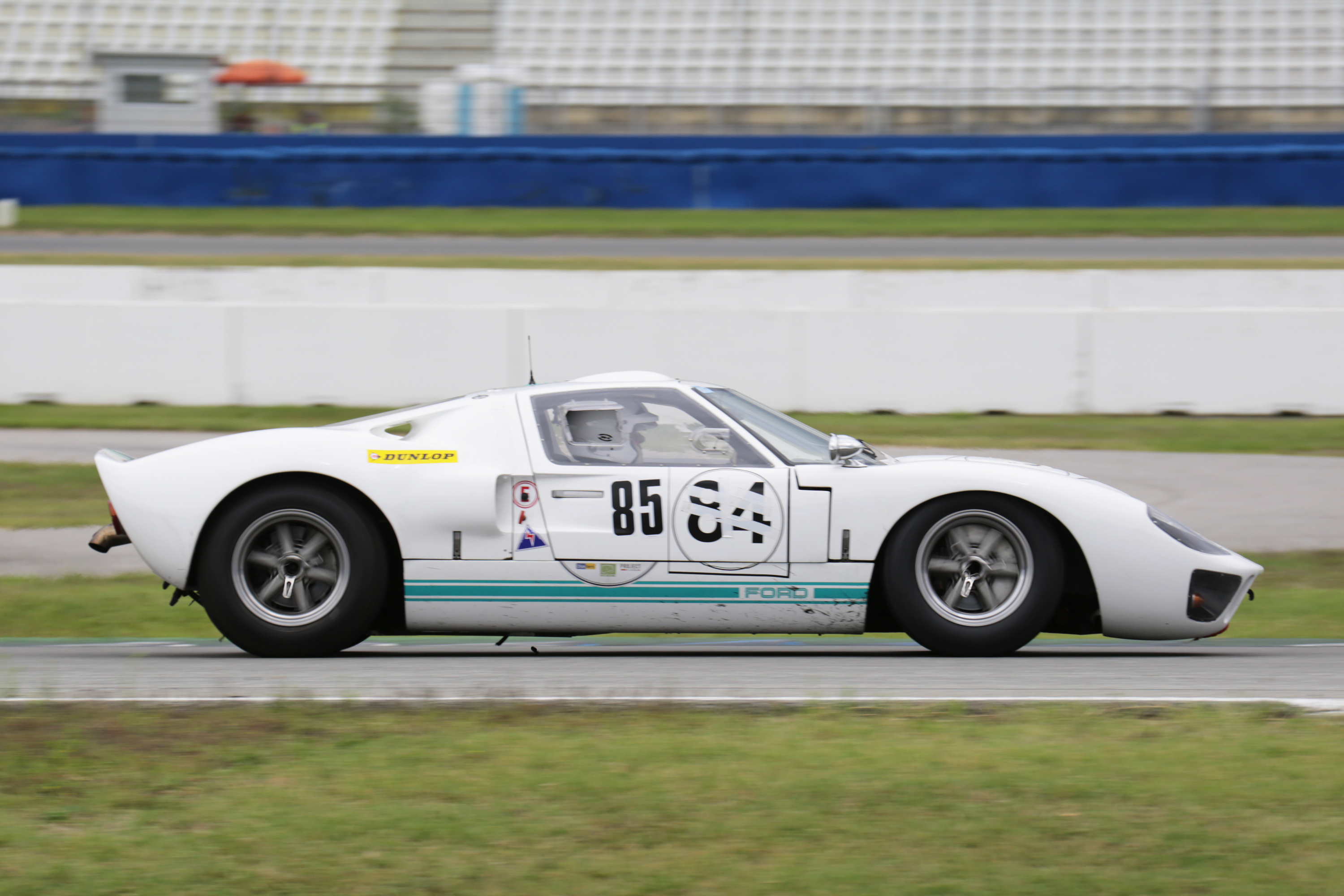
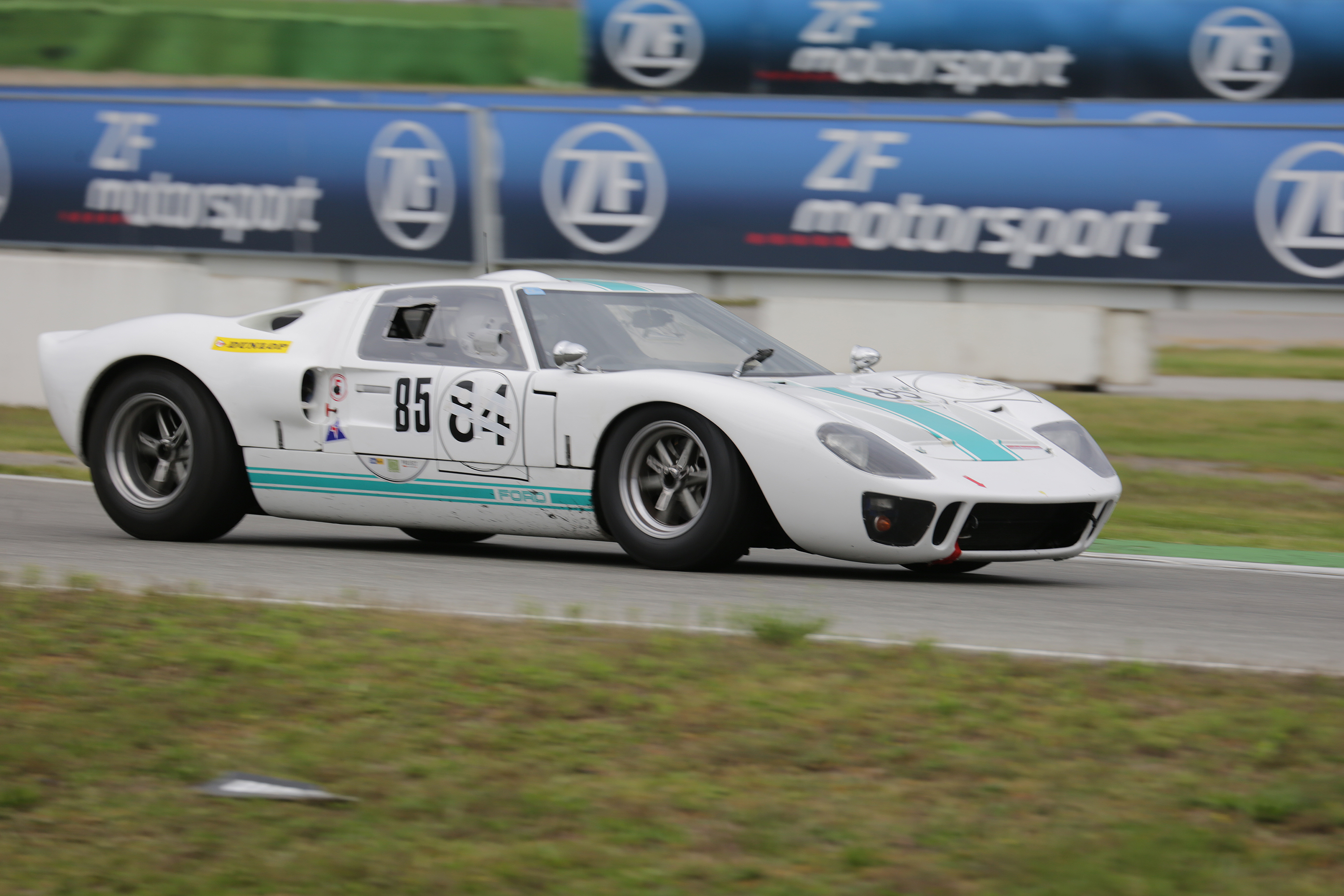

## Technische Daten
| Kenngrößen                | Ford GT 40 Mk. 4                                                              |                 |
| ------------------------- | ----------------------------------------------------------------------------- | --------------- |
| Motor                     | V8-Zylinder-Viertakt-Mittelmotor, Zylinderbankwinkel 90°                      |                 |
| Hubraum                   | 6997 cm³                                                                      |                 |
| Bohrung × Hub             | 107,5 × 96,1 mm                                                               | 107,5 × 96,1 mm |
| Leistung                  | 500 PS (368 kW) bei 5000/min                                                  |                 |
| Maximales Drehmoment      | 65 mkp (637 Nm) bei 5000/min                                                  |                 |
| Verdichtung               | 10,5 : 1                                                                      |                 |
| Ventilsteuerung           | OHV = untenliegende Nockenwelle                                               |                 |
| Schmierung                | Trockensumpf                                                                  |                 |
| Gemischaufbereitung       | 2 Holley-Doppel-Registervergaser                                              |                 |
| Getriebe                  | Ford 4 44 (mit Achsantrieb verblockt), vier Vorwärtsgänge, vollsynchronisiert |                 |
| Karosserie und Chassis    | Aluminium-Monocoque, GFK-Karosserie                                           |                 |
| Radstand                  | 2413 mm                                                                       |                 |
| Spurweite vorn und hinten | 1397 mm                                                                       |                 |
| Reifengröße vorn/hinten   | 8.00 × 15 und 12.00 × 15                                                      |                 |
| Maße L × B × H            | 4343 × 1791 × 978 mm                                                          |                 |
| Bremsen vorn und hinten   | Scheibenbremsen (Ford), innenbelüftet, Ø 290 mm                               |                 |
| Tankinhalt                | ca. 155 Liter                                                                 |                 |
| Trockengewicht            | 1135 kg                                                                       |                 |
| Leergewicht (ohne Fahrer) | 1205 kg                                                                       |                 |

## Die Neuauflage des Ford GT40

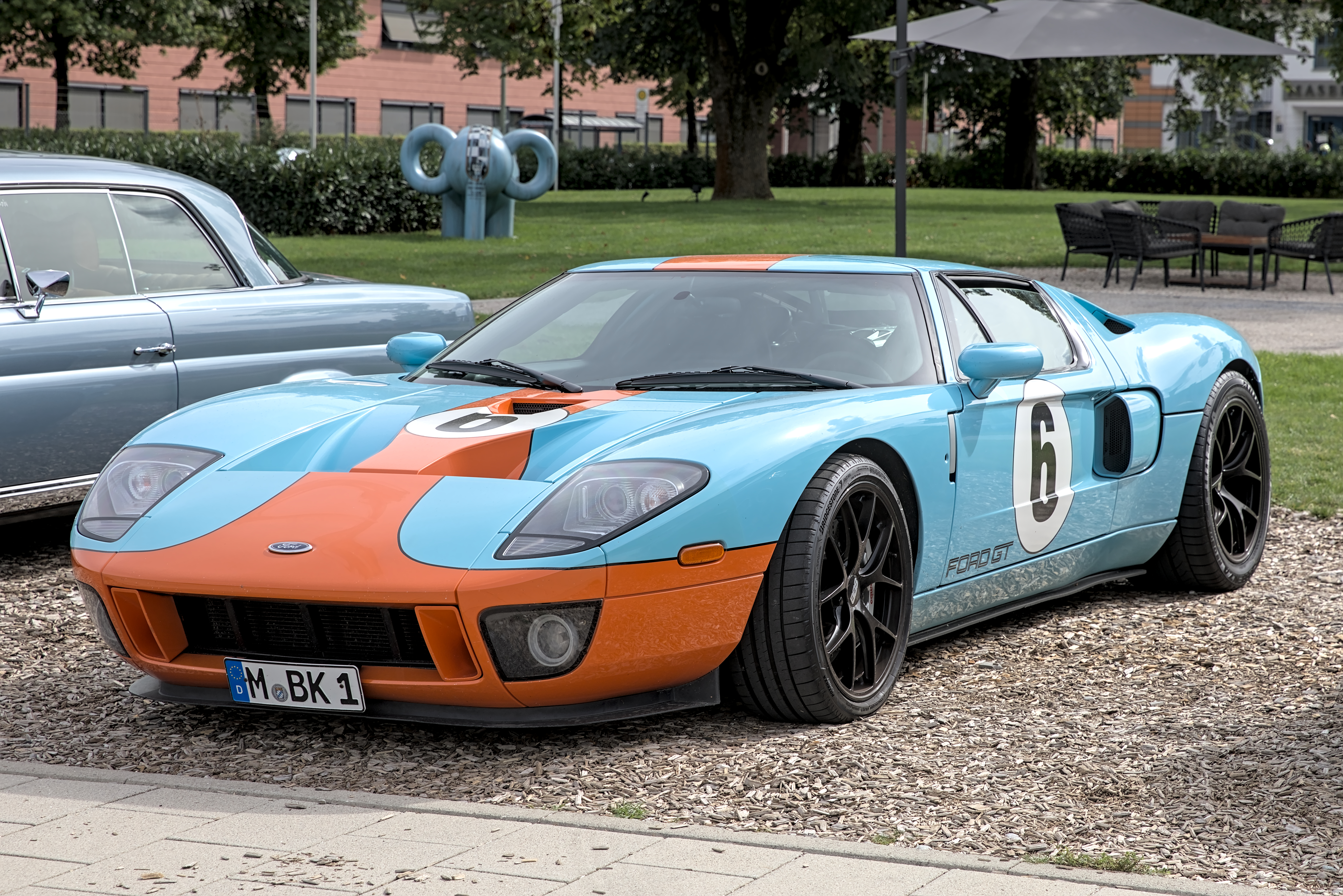
Ford GT

Der Ford GT90, ein Konzeptfahrzeug aus dem Jahre 1995, nahm die Nomenklatur des GT40 wieder auf. Hierbei bezieht sich die Zahl im Namen nicht mehr auf die Bauhöhe, sondern auf das Jahrzehnt seiner Entstehung.
Im Jahr 2002 zeigte Ford auf einer Autoausstellung ein Modell, das dem GT40 ähnlich sah. Mit moderner Technik und kaum verändertem Aussehen präsentierte sich der nun Ford GT genannte Wagen. Aus zweierlei Gründen entfiel der Zusatz „40“. Erstens hatte sich Ford die Rechte an dem Namen „GT40“ nicht gesichert. Auf die Forderung des Inhabers Safir Spares in Höhe von 40 Millionen US-Dollar wollte Ford nicht eingehen. Zweitens geriet der neue Wagen 43 Zoll hoch, sodass die Bezeichnung nicht mehr passend gewesen wäre.

## Trivia (GT40 Guitars)

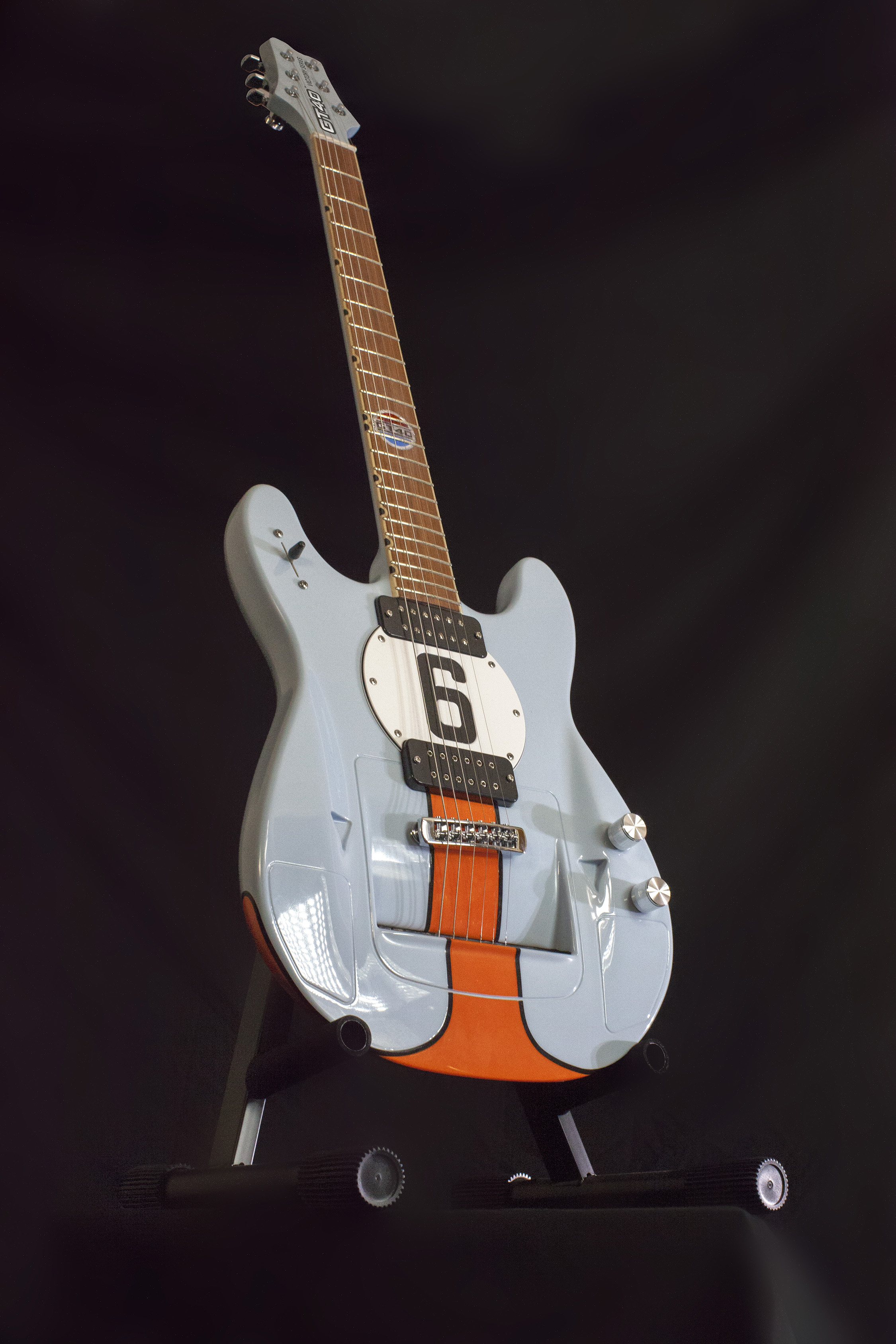
Eine GT40-Gitarre in Gulf-Lackierung, die das GT40-Chassis #P1075 darstellt

Safir Spares, Inhaber des GT40 Warenzeichens und US-amerikanischer Hersteller, welcher sich auf Ersatzteile für die Ford GT40 spezialisiert hat, brachte erstmals anlässlich des 50-jährigen Jubiläums (von 2016 bis 2019) eine limitierte Sonderauflage von GT40-Gitarren auf den Markt. Diese als „Victory Series“ bezeichneten Instrumente haben einen Solidbody mit durchgehendem Ahornhals und sind optisch an das berühmte automobile Vorbild angelehnt. Sie gelten heute als seltene Sammlerstücke, da wohl nur 20 Stück dieser ersten Auflage gebaut wurden.